# Posavska grupna nogometna liga 1978./79.
"Posavska grupna nogometna liga" ("Posavska nogometna liga") je bila jedna od četiri grupne lige "Međuopćinskog nogometnog saveza Brčko" i liga šestog stupnja nogometnog prvenstva Jugoslavije u sezoni 1978./79. 
 
Sudjlovalo je 14 klubova, a prvak je bila "Mladost" iz Donje Slatine. 

## Ljestvica
| mj. | klub                         | ut. | pob. | ner. | por. | gol+ | gol- | bod |
| --- | ---------------------------- | --- | ---- | ---- | ---- | ---- | ---- | --- |
| 1.  | Mladost Donja Slatina        | 26  | 19   | 5    | 2    | 69   | 27   | 43  |
| 2.  | Mladost Sibovac              | 26  | 12   | 6    | 8    | 55   | 53   | 30  |
| 3.  | Jedinstvo Donje Ledenice     | 26  | 13   | 4    | 9    | 50   | 43   | 30  |
| 4.  | Zasavica                     | 26  | 11   | 7    | 8    | 46   | 38   | 29  |
| 5.  | Mladost Hasići (Donji Hasić) | 26  | 11   | 7    | 8    | 49   | 44   | 29  |
| 6.  | OFK Vida                     | 26  | 12   | 3    | 11   | 62   | 56   | 27  |
| 7.  | Zadrugar Skugrić Gornji      | 26  | 12   | 3    | 11   | 42   | 37   | 27  |
| 8.  | Mladost Tišina               | 26  | 11   | 4    | 11   | 49   | 48   | 26  |
| 9.  | Mladost Domaljevac           | 26  | 10   | 5    | 11   | 47   | 56   | 25  |
| 10. | Budućnost Gornja Slatina     | 26  | 10   | 4    | 12   | 56   | 76   | 24  |
| 11. | Crvena zvijezda Gajevi       | 26  | 7    | 8    | 11   | 40   | 42   | 22  |
| 12. | Jedinstvo Crkvina            | 26  | 8    | 6    | 12   | 50   | 56   | 22  |
| 13. | Radnik Hrvatska Tišina       | 26  | 8    | 3    | 15   | 42   | 51   | 19  |
| 14. | Korpar Gebnice               | 26  | 3    | 7    | 16   | 39   | 66   | 13  |

## Rezultatska križaljka
| kratica | klub                         | BUD | CRVZ | JEDC | JEDDL | KOR | MLAD | MLADS | MLAH | MLAS | MLAT | OFKV | RAD | ZAD | ZAS |
| --- | ---------------------------- | --- | ---- | ---- | ----- | --- | ---- | ----- | ---- | ---- | ---- | ---- | --- | --- | --- |
| BUD | Budućnost Gornja Slatina     |     |      |      |       |     |      |       |      |      |      |      |     |     |     |
| CRVZ | Crvena zvijezda Gajevi       |     |      |      |       |     |      |       |      |      |      |      |     |     |     |
| JEDC | Jedinstvo Crkvina            |     |      |      |       |     |      |       |      |      |      |      |     |     |     |
| JEDDL | Jedinstvo Donje Ledenice     |     |      |      |       |     |      |       |      |      |      |      |     |     |     |
| KOR | Korpar Gebnice               |     |      |      |       |     |      |       |      |      |      |      |     |     |     |
| MLAD | Mladost Domaljevac           |     |      |      |       |     |      |       |      |      |      |      |     |     |     |
| MLADS | Mladost Donja Slatina        |     |      |      |       |     |      |       |      |      |      |      |     |     |     |
| MLAH | Mladost Hasići (Donji Hasić) |     |      |      |       |     |      |       |      |      |      |      |     |     |     |
| MLAS | Mladost Sibovac              |     |      |      |       |     |      |       |      |      |      |      |     |     |     |
| MLAT | Mladost Tišina               |     |      |      |       |     |      |       |      |      |      |      |     |     |     |
| OFKV | OFK Vida                     |     |      |      |       |     |      |       |      |      |      |      |     |     |     |
| RAD | Radnik Hrvatska Tišina       |     |      |      |       |     |      |       |      |      |      |      |     |     |     |
| ZAD | Zadrugar Skugrić Gornji      |     |      |      |       |     |      |       |      |      |      |      |     |     |     |
| ZAS | Zasavica                     |     |      |      |       |     |      |       |      |      |      |      |     |     |     |
| |                              |     |      |      |       |     |      |       |      |      |      |      |     |     |     |
| podebljan rezultat - utakmice od 1. do 13. kola (1. utakmica između klubova) rezultat normalne debljine - utakmice od 14. do 26. kola (2. utakmica između klubova) rezultat nakošen - nije vidljiv redoslijed odigravanja međusobnih utakmica iz dostupnih izvora rezultat nakošen i smanjen * - iz dostupnih izvora nije uočljiv domaćin susreta prekrižen rezultat - poništena ili brisana utakmica p - utakmica prekinuta 3:0 p.f. / 0:3 p.f. - rezultat 3:0 bez borbe n.i. - nije igrano |                              |     |      |      |       |     |      |       |      |      |      |      |     |     |     |

 Izvori: 

## Unutrašnje poveznice
- Međuopćinska liga Brčko 1978./79.
- Posavsko-podmajevička grupna liga 1978./79.